# 白坚木碱
白坚木碱（英語：Aspidospermine）是一种有机化合物，化学式为C22H30N2O2，存在于梨叶白坚木中。它可以4-(叔丁基二苯基硅氧基)-N-甲氧基-N-甲基丁酰胺为原料，经多步反应制得。